# White House Honey Ale
White House Honey Ale is een Amerikaans biermerk en het eerste bier dat gebrouwen wordt in het Witte Huis.

## Achtergrond
Begin 2011 werd op verzoek van president Barack Obama gestart met het brouwen van bier in een eigen huisbrouwerij in het Witte Huis. De brouwinstallatie werd door president Obama persoonlijk bekostigd. Het bier wordt voor speciale gelegenheden gebrouwen en werd voor het eerst geserveerd op een feest ter gelegenheid van de Super Bowl in 2011. Ook in 2012 werd het bij gelegenheden gebrouwen.
Van de vroegere president Thomas Jefferson is geweten dat hij eveneens een bierliefhebber was. Of hij tijdens zijn functie al bier brouwde, is niet duidelijk. Hij deed het zeker niet in het Witte Huis, dat is de primeur voor dit bier. Jefferson liet wel met zekerheid na zijn pensionering bij hem thuis bier brouwen door een slaaf, Peter Hemings.

## Het bier
Het bier wordt gebrouwen in twee varianten: White House Honey Blonde Ale en White House Honey Porter. Bij de ingrediënten hoort honing van bijen uit de tuin van het Witte Huis. Het alcoholpercentage van de bieren is 5,3%.